# Alexandru Cătălin Neagu
Alexandru Cătălin Neagu (n. 26 ianuarie 1993, Pitești, România) este un fotbalist român liber de contract, care joacă pe post de mijlocaș.
A obținut în 2012 un contract profesionist cu clubul Real Murcia CF, unde a jucat în Segunda División, după care s-a transferat în Liga I din România, la Pandurii, dar a jucat doar 10 meciuri pentru acesta, fiind ulterior împrumutat succesiv la echipele de Liga II UTA și CSM Râmnicu Vâlcea.
Prima sa evoluție în Liga I a fost pe data de 17 martie 2012 în meciul CFR Cluj - Pandurii Târgu Jiu, rezultat final 2-0.

## Cariera
Neagu Alexandru Cătălin și-a început cariera fotbalistică la clubul FC Argeș Pitești. A evoluat pentru juniorii clubului alb-violet timp de 10 ani, în perioada 2000-2010. Căpitan și jucător reprezentativ pentru această echipă s-a evidențiat în numeroase jocuri. Remarcat de scouterii clubului Real Murcia, din Spania, a evoluat pentru juniorii clubului Real Murcia Imperial în perioada 2010-2011 având numeroase jocuri internaționale și apariții în tricoul echipei naționale. În perioada 2011-2012 a promovat la echipa a 2 a - Imperial - a clubului de la malul Mediteranei. 
Progresul sportivului având să continue în anul 2012 atunci când echipa din Liga I Pandurii Târgu Jiu a decis să îl integreze în lotul curent deoarece "Joacă mijlocaș central, în spatele vârfului, iar în sistemul 4-3-3 poate evolua în banda stângă".
Forma bună a acestuia i-a permis să joace sub tricolor la Echipa națională de fotbal a României Under-19, evoluând în diverse meciuri sub comanda lui Ovidiu Stîngă.

### Echipe de club

#### Real Murcia CF
Alexandru Neagu, la vârsta de 16 ani a plecat de la clubul de fotbal (FC Argeș) în Liga a doua spaniolă, la clubul de fotbal Real Murcia CF.
Mijlocașul și-a început cariera profesionistă de fotbalist la echipa spaniolă unde a evoluat timp de 2 ani de zile în divizia a 2 a spaniolă (2010-2012).

#### Pandurii Târgu Jiu
Mijlocasul a fost transferat de către cei de la Pandurii Târgu Jiu in anul 2012, fiind remarcat de către antrenorul echipei din acea perioadă, Petre Grigoraș.

#### FC UTA Arad
Acesta a fost împrumutat de echipa Pandurii Târgu Jiu în vara anului 2012 la insistența antrenorului Adrian Falub care a dorit să aducă un plus de tinerețe și de valoare echipei pe care o antrenează.

#### CSM Râmnicu Vâlcea
În 2013, Alexandru Neagu a fost împrumutat la clubul de fotbal CSM Râmnicu Vâlcea unde a fost votat cel mai bun transfer al verii cu peste 50% din voturi.